# The Bachelor (filme)
The Bachelor (bra: Procura-Se uma Noiva; prt: Noiva Procura-Se) é um filme norte-americano, do gênero comédia romântica de 1999, dirigido por Gary Sinyor e estrelado por Chris O'Donnell, Renée Zellweger, James Cromwell e Mariah Carey — em sua estreia como atriz.
Trata-se de um remake do filme mudo Seven Chances, de 1925.

## Elenco
- Chris O'Donnell - Jimmie Shannon
- Renée Zellweger - Anne Arden
- Mariah Carey - Ilana
- Artie Lange - Marco
- Edward Asner - Sid Gluckman
- Hal Holbrook - Roy O'Dell
- James Cromwell - Padre
- Marley Shelton - Natalie Arden
- Peter Ustinov - Avô James Shannon
- Katharine Towne - Monique
- Rebecca Cross - Stacey
- Stacy Edwards - Zoe
- Sarah Silverman - Carolyn
- Jennifer Esposito - Daphne
- Brooke Shields - Buckley Hale-Windsor
- Anastasia Horne - Peppy Boor

## Recepção
O filme detém uma classificação de 9% no Rotten Tomatoes com base em 70 avaliações com o consenso: "Clichê, estúpido e irritante, The Bachelor prova que Chris O'Donnell não é um Buster Keaton".

## Bilheteria
O filme estreou em 3º nas bilheterias norte-americanas atrás de The Bone Collector e House on Haunted Hill faturando US$ 7,5 milhões em sua semana de estréia.